# Spyridium minutum
Spyridium minutum är en brakvedsväxtart som beskrevs av B.L. Rye. Spyridium minutum ingår i släktet Spyridium och familjen brakvedsväxter. Inga underarter finns listade i Catalogue of Life.